# Джили, Грейс
Грейс Джили (англ. Grace Gealey), более известная как Грейс Байерс (англ. Grace Byers; род. 26 июля 1984, Острова Кайман, Британские заморские территории) — американская актриса, известная благодаря роли Аники Кэлхун в сериале «Империя», выходившем на канале Fox.

## Биография и карьера
Джили родилась в Батлере, штат Пенсильвания, но выросла на Каймановых островах. Вернувшись в США, она получила степень бакалавра в области театрального искусства в Университете Южной Флориды в Тампе. Затем Джили получила степень магистра в Калифорнийском университете в Ирвайне, после чего переехала в Нью-Йорк, где играла во внебродвейских постановках. В 2013 году она сыграла главные роли в двух чикагских постановках — «Мизантроп» и «Тартюф», а в следующем году получила свою первую главную телевизионную роль в мыльной опере «Империя», выходившей на канале Fox в прайм-тайм. В ней она сыграла Анику Кэлхун. Её партнёрами по сериалу стали Терренс Ховард и Тараджи П. Хенсон. Актриса снималась в сериале с 2015 по 2018 год, сыграв в первых четырёх сезонах.
14 апреля 2016 года Грейс вышла замуж за актёра Трэя Байерса, с которым они вместе играли в сериале «Империя».